# SC Preußen Hindenburg
SC Preußen Hindenburg was een Duitse voetbalclub uit Zaborze, een stadsdeel van Hindenburg, dat tegenwoordig het Poolse Zabrze is.

## Geschiedenis

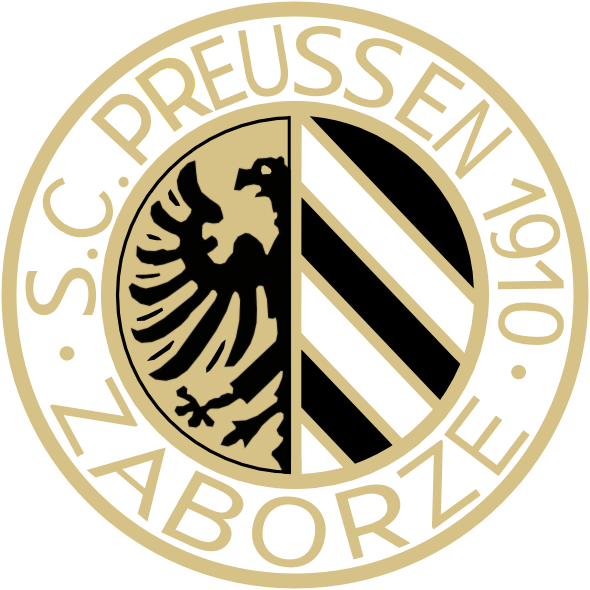
Oud logo.

In 1909 werd Fußball-Club Borussia 1909 Zaborze opgericht. Op 23 augustus 1910 fusioneerde de club met Fußball-Club Viktoria Zaborze, Sport-Club Silesia Zaborze en Sport-Club Zaborze en werd zo Sport-Club Preußen Zaborze. In 1915 werd de naam veranderd in SC Preußen Hindenburg ter ere van generaal Paul von Hindenburg. In 1918 fusioneerde de club meet Sportfreunde Hindenburg. In 1920 werd opnieuw de naam SC Preußen Zaborze aangenomen. Toen Zaborze in 1927 een stadsdeel werd van Hindenburg bleef de club de naam Zaborze houden tot 1934 toen de naam gewijzigd werd.
In 1923 telde de club al zo'n 500 leden en waren ze ook actief in handbal en atletiek. In 1927/28 werd de club kampioen van Opper-Silezië en plaatste zich zo voor de eindronde van Zuidoost-Duitsland, waar acht teams aan deelnamen. De club werd derde achter twee clubs uit Breslau. Het volgende seizoen werd de club vicekampioen, maar plaatste zich toch voor de eindronde. Na een kwalificatie te winnen tegen Breslauer SpVgg Komet 05 plaatste de club zich voor de groepsfase met vijf clubs. Preußen werd kampioen van Zuidoost-Duitsland en plaatste zich zo voor de eindronde om de Duitse landstitel waarin ze door Hertha BSC verslagen werden met 1-8. De volgende twee seizoenen plaatste de club zich telkens voor de Zuidoost-Duitse eindronde, maar kon zich niet meer voor de nationale eindronde plaatsen. In 1932 en 1933 plaatste de club zich niet.
In 1933 werd de Gauliga ingevoerd als nieuwe hoogste klasse en na twee kwakkelseizoenen werd de club vicekampioen achter Vorwärts-RaSpo Gleiwitz in 1935/36. Na twee middelmatige seizoenen werd de club opnieuw vicekampioen in 1938/39. De club had evenveel punten als Gleiwitz, maar had een slechter doelsaldo.
In 1941 werd de Gauliga opgesplitst vanwege de verwikkelingen in de Tweede Wereldoorlog. Preußen ging in de Gauliga Oberschlesien spelen en degradeerde meteen in het eerste seizoen. Na één seizoen keerde de club terug en werd vierde. Het laatste seizoen werd niet voltooid.
Na het einde van de oorlog werd Hindenburg een Poolse stad, alle Duitse inwoners werden verjaagd en de voetbalclub werd opgeheven.

## Erelijst
Kampioen Zuidoost-Duitsland
1929
Kampioen Opper-Silezië
1928, 1929, 1930, 1931